# Profitörerna (TV-serie)
Profitörerna är en svensk miniserie i tre delar från 1983. Serien regisserades av Per Berglund med bland andra Krister Henriksson, Sven Wollter och Gösta Engström i rollerna.
Serien bygger på Leif GW Perssons roman med samma namn och visades först som en biograffilm med premiär den 30 september 1983. Därefter visades den i Sveriges Television mellan den 22 november och 6 december 1983. Filmen och TV-serien är identiska.

## Handling
Kriminalinspektörerna Lewin på våldsroteln och Jarnebring på centrala span får ett ganska besvärligt fall att utreda. Prostituerade Kataryna Rosenbaum har blivit brutalt mördad i sin ateljé på Åsögatan 131 i Stockholm. Det tycks som om dådet utförts av en rasande galning. Samtidigt får polisen tips om fastighetsägare som via ombud driver bordeller, en rörelse som omsätter miljoner.

## Rollista
- Lickå Sjöman – Kataryna Rosenbaum
- Krister Henriksson – Jan Lewin
- Sven Wollter – Bo Jarnebring
- Gösta Engström – Molin
- Lennart Hjulström – Melander
- Tjadden Hällström – Bergholm
- Bert Åke Varg – Krusberg
- Tomas Pontén – Fahlén
- Lena Dahlman – Anita
- Hans Bredefeldt – Stig-Åke Kjellberg
- Bruno Wintzell – Jonny Dahl
- Bertil Norström – hovmästaren
- Gösta Krantz – Jansson
- Per Sjöstrand – Andersson
- Gunnar Öhlund – Dahlgren
- Lasse Strömstedt – ägaren till kemtvätten
- Roland Jansson – bilskojaren
- Ulf Brunnberg – Svensson, fastighetsskojare
- Christer "Bonzo" Jonsson	– Ritvas torsk
- Leif G.W. Persson	– utredare på polisen
- Jan Dolata – Marek Sienkowski, Katarynas pojkvän och hallick
- Stina Wollter – kassörskan på porrklubben
- Mikael Alsberg
- Sture Djerf
- Lars Edström
- Sten Elfström
- Gunnar Falk
- Per Flygare
- Wallis Grahn
- Maud Hyttenberg
- Astrid Johansson
- Linda Krüger
- Bo Lindström
- Bernt Lundquist
- Jan Nygren
- Essy Persson
- Peter Schildt
- Aino Seppo
- Bernt Ström
- Maria Svedberg
- Hans Wigren
- Puck Ahlsell
- Kjell-Hugo Grandin
- Palle Granditsky
- Lars Karlsteen
- Åke Lindström
- Leif Nilsson
- Agneta Pleijel
- Ulf Qvarsebo
- Stefan Rylander
- Kåre Santesson
- Carl-Johan Seth
- Jonas Cornell
- Olle Grönstedt
- Kerstin Widgren

## Om serien
Profitörerna bygger på Leif GW Perssons roman med samma namn. Romanen utkom 1979 och var Perssons andra efter debuten med Grisfesten 1978. Profitörerna var den första av Perssons böcker att filmatiseras. Boken gjordes om till TV-manus av Lars Björkman och serien regisserades av Per Berglund. Serien producerades av Lars Bjälkeskog för Sveriges Television. Den gjordes i tre avsnitt på vardera 60 minuter och spelades in i Stockholm med Ralph Evers som fotograf. Den klipptes sedan samman av Lars Holte. Musiken komponerades av Bengt-Arne Wallin.
Innan TV-premiären gick Profitörerna upp som biograffilm med premiär den 30 september 1983 på biograf Bostock i Stockholm. Den biografvisades endast under kort tid. Den sändes i Sveriges Televisions kanal TV1 mellan den 22 november och 6 december 1983. Filmen och TV-serien är identiska.
Regissören Per Berglund mottog 1983 tidningen Expressens hederspris för Profitörerna.

## Filmteam
- Karin Ahnborg – attributör
- Per Berglund – regi
- Lars Bjälkeskog – producent
- Lars Björkman – manus
- Stefan Eidin – passare
- Ralph Evers – foto
- Gunnar Frisell – mixning
- Lennart Gentzel – ljudtekniker
- Kerstin Hedberg – regiassistent
- Lars Holte – klippning
- Christer Hööst – ljudläggning
- Susanne Lundquist – B-foto
- Ulf Lyrenäs – elektriker
- Ewa Mark – kläder
- Thomas Nilsson – produktionsledare
- Björn Nordenhagen – arkitekt
- Ann Christin Rolén – scripta
- Lars Stålberg – elektriker
- Karin Sundvall – klädassistent
- Göran Walfridsson – produktionsledare
- Bengt-Arne Wallin – musik
- Ingrid Wallin – produktionsledare
- Pelle Wijnbladh – rekvisita
- Carl-Eric Öberg – ljudtekniker
- Tony Krantz – Inspelningsassistent

## På DVD
Den 2 juni 2010 släpptes Profitörerna på DVD.